# L'Almanach des maisons vertes
L'Almanach des maisons vertes (吉原青楼年中行事, Yoshiwara seirō nenjū gyōji) est un livre d'images (絵本, ehon) de l'écrivain japonais Jippensha Ikku, illustré par le peintre ukiyo-e Utamaro, paru en 1804. Outre qu'il est le dernier livre qu'illustra Utamaro, qui devait mourir deux années plus tard, l'ouvrage est particulièrement connu en France au travers du livre d'Edmond de Goncourt, Outamaro, le peintre des maisons vertes.
Réalisés avec le plus grand soin, les deux volumes de L'Almanach des maisons vertes donnent, aux travers des illustrations d'Utamaro, une vision certes idéalisée, mais cependant très informative sur les règles et rites qui réglaient la vie des « maisons vertes », où demeuraient les oiran et autres courtisanes. Par ailleurs, le texte de Jippensha Ikku, grand spécialiste des sharebon (livres humoristiques portant sur la vie du Yoshiwara), décrit de façon vivante les grands moments qui scandent la vie des courtisanes comme celle de leurs clients.

## Contexte

### Le Yoshiwara
Le Yoshiwara était un quartier bien connu d'Edo (aujourd'hui Tokyo), au Japon.
Il était connu pour être le quartier des plaisirs, célèbre pour ses artistes, ses théâtres de kabuki, ses courtisanes et ses prostitué(e)s.
Le Yoshiwara était un quartier fermé, dont l'entrée et la sortie étaient contrôlées. Les samouraïs (oisifs en cette époque de paix retrouvée) étaient nombreux à se rendre dans l'enceinte du Yoshiwara, où on leur demandait alors simplement de laisser leurs armes à la porte d'entrée du quartier.
Les classes sociales n'étaient pas strictement prises en compte au Yoshiwara. Un roturier avec suffisamment d'argent était traité à l'égal d'un samouraï. En revanche, des noms servaient à désigner les clients selon leur attitude : les « habitués » étaient des tsu, les blancs-becs étaient les shirōto, les rustres étaient les yabō. Ces différents types de clients étaient décrits avec ironie dans les sharebon, romans humoristiques décrivant les clients des quartiers de plaisir, et se moquant de leurs travers.

### «Les maisons vertes»
Les « maisons vertes » (seirō) faisaient référence à un terme chinois très ancien, qui désignait les demeures des dames de haut rang, dont les murs étaient recouverts d'une laque bleu-vert ; le mot évolua peu à peu pour signifier les maisons de courtisanes du Yoshiwara.

## Naissance de l'ouvrage
Le livre sort en 1804. Il constitue avant tout un ouvrage publicitaire pour le Yoshiwara.
D'ailleurs, plusieurs patrons de maisons vertes du Yoshiwara auraient contribué à financer le livre. Un autre élément, qui montre le caractère publicitaire de l'ouvrage, c'est qu'à plusieurs reprises, la maison Ōgiya — une des dix plus célèbres du Yoshiwara — est mise en scène. Maison Ōgiya dont la gloire était Hanaōgi, qui écrivit un des poèmes de la dixième gravure.
Avec ce financement assuré, c'est l'éditeur Kazusaya Chūsuke qui demande à Utamaro et à Jippensha Ikku de créer le livre.

## Réalisation
Le livre est le résultat de la collaboration réussie entre Jippensha Ikku pour le texte, et Utamaro pour l'image.
Jippensha Ikku s'est appuyé sur deux sources pour la rédaction de son texte : Le Compendium du Yoshiwara hier et aujourd'hui, qui lui a fourni des éléments descriptifs sur l'état du Yoshowara vers le milieu du XVIIIe siècle, ouvrage précurseur, puisque, publié en 1768, il est, lui, illustré par un autre très grand nom de l’ukiyo-e, Harunobu.
Le second ouvrage dont il s'est inspiré est Les Notes sur le pont de bois, daté de 1654, originaire de Chine et qui décrivait le quartier des plaisirs de Nankin, et traduit à Ōsaka en 1772.
De son côté, Utamaro produit des gravures très élaborées, comportant de six à dix planches par illustration pour les couleurs. De plus, certaines illustrations — telles que les kimonos blancs des courtisanes au début du livre II — sont obtenues par gaufrage à sec.
Par ailleurs, conformément à une pratique fréquente, Utamaro a délégué l'exécution de certaines parties des dessins à ses élèves Kikumaro, Hidemaro et Takemaro.
On connait le nom du graveur remarquable qui a gravé les planches de bois nécessaires à l'impression des estampes : il se nommait Fuji Kazumune, et avait déjà travaillé pour Utamaro pour graver le Livre des insectes.

## Analyse de l'œuvre
L'ouvrage comprend deux volumes, et est le dernier livre réalisé par Utamaro. Il est bien connu en France au travers de la présentation qu'en fit Edmond de Goncourt dans son livre Outamaro, le peintre des maisons vertes.
Le livre annonçait une suite, qui ne vit jamais le jour ; certains y ont vu le résultat d'un désaccord entre Jippensha Ikku et Utamaro. Il est cependant plus probable que ce soit les décrets somptuaires de 1804, qui interdirent l'utilisation de la polychromie l'année même où parut L'Almanach des maisons vertes, suivi par l'emprisonnement d'Utamaro et sa mort, en 1806, qui ait mis fin à tout projet de poursuite de la collaboration entre les deux hommes.

### Texte
Lorsqu'il entreprit d'établir le texte de L'Almanach des maisons vertes, Jippensha Ikku était déjà célèbre, grâce au succès de son roman picaresque, Tōkaidōchū Hizakurige (À pied sur le Tōkaidō). Auteur majeur de kibyōshi, très populaires, et surtout de sharebon, qui décrivaient la vie des quartiers réservés sous une forme humoristique, Jippensha Ikku était donc idéalement qualifié pour écrire le texte de L'Almanach.
De fait, il y a utilisé son humour très particulier pour conter certains moments marquants de la vie des clients des « maisons vertes » : la première rencontre (très coûteuse lorsqu'on voulait approcher une courtisane de haut rang, mais au cours de laquelle il ne se passait rien, rien d'autre qu'une simple rencontre préliminaire), la punition infligée au client infidèle, risée de toute la maison, ou encore l'étude psychologique des courtisanes exposées derrière les barreaux.

### Illustrations
Contrairement à ce qu'on pourrait penser, ce n'est pas un livre de shunga. C'est en réalité un guide. Planche après planche, il donne une vision assez complète du Yoshiwara, et de sa culture très particulière, avec ses éléments décoratifs appuyés, et ses rites saisonniers, lors de la célébration de différentes fêtes. C'est d'abord le défilé des courtisanes dans leurs nouveaux kimonos pour le Nouvel An, et plus tard, la fête des cerisiers, au printemps, la fête de la pleine lune du 15 août (selon le calendrier lunaire), et enfin, la préparation des gâteaux de riz lorsque revient le Nouvel An. Tout cela au travers d'une mise en scène quasi ritualisée, montrant les courtisanes parées de leurs atours les plus somptueux, dont Edmond de Goncourt dira plus tard qu'elles sont « mannequinées ».
Il est à rapprocher de Seirō jūni toki, Les Douze Heures des maisons vertes, série d'estampes de format ōban qu'Utamaro avait déjà réalisée en 1794.
Il est frappant de voir que Utamaro abandonne dans ce livre tout recours aux okubi-e. 
Par ailleurs, L'Almanach des maisons vertes présente parmi ses planches une curiosité : on voit en effet Utamaro lui-même, affairé à exécuter une grande composition murale représentant un phénix, profitant de la fermeture annuelle de la maison close.

Illustrations de « A Picture Book of Annual Events in Yoshiwara ». British museum et Metropolitan museum of arts.
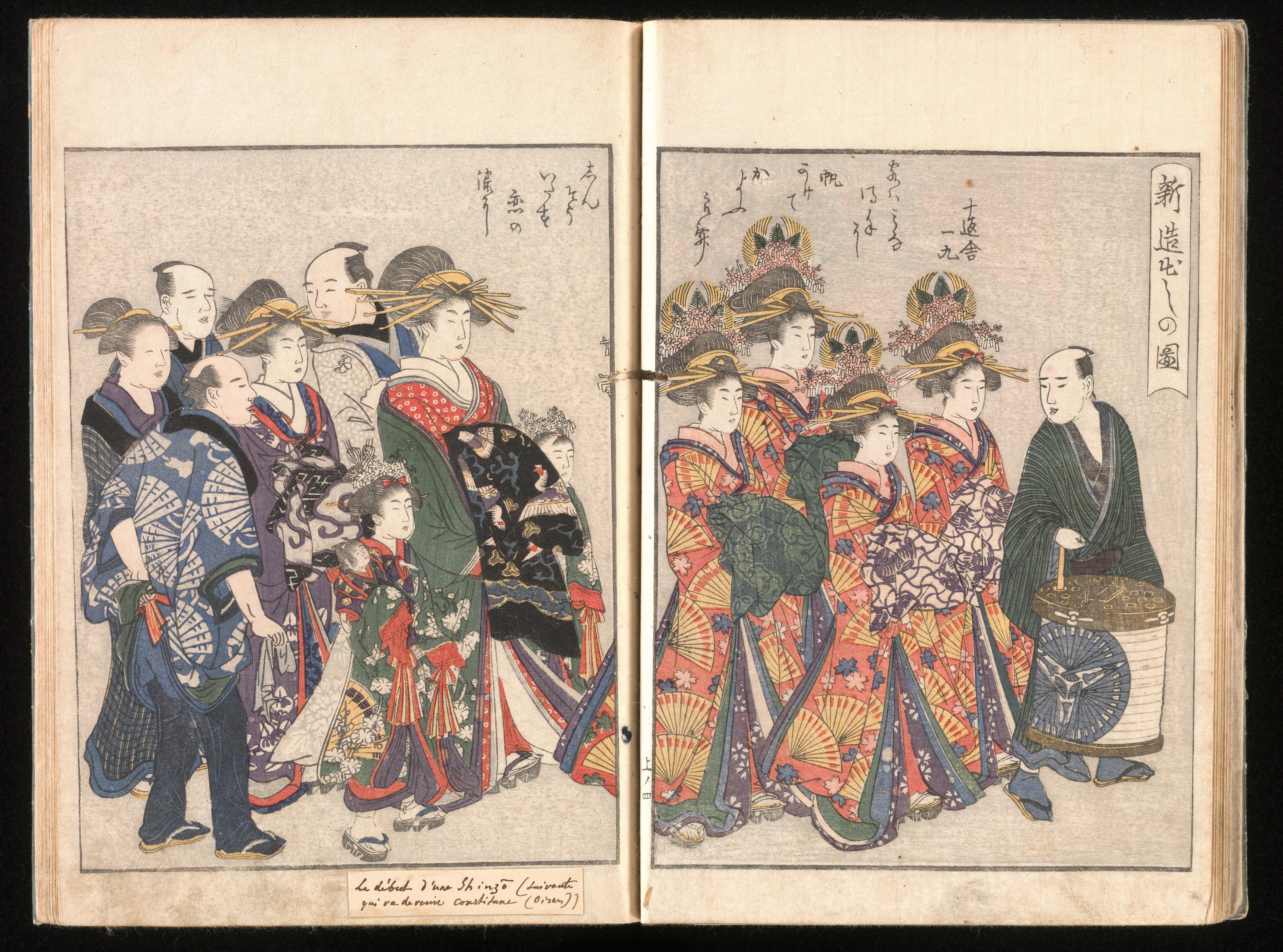
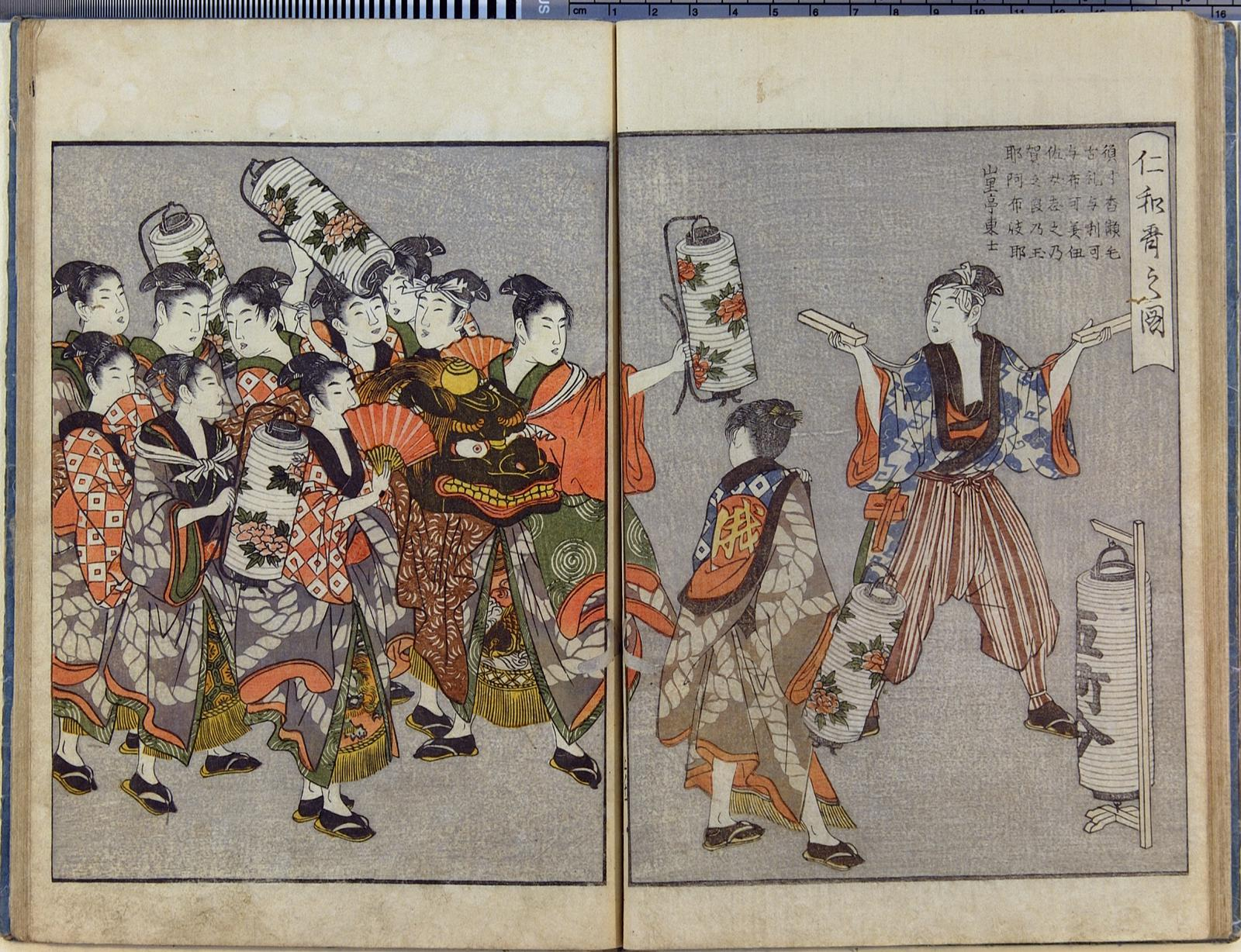
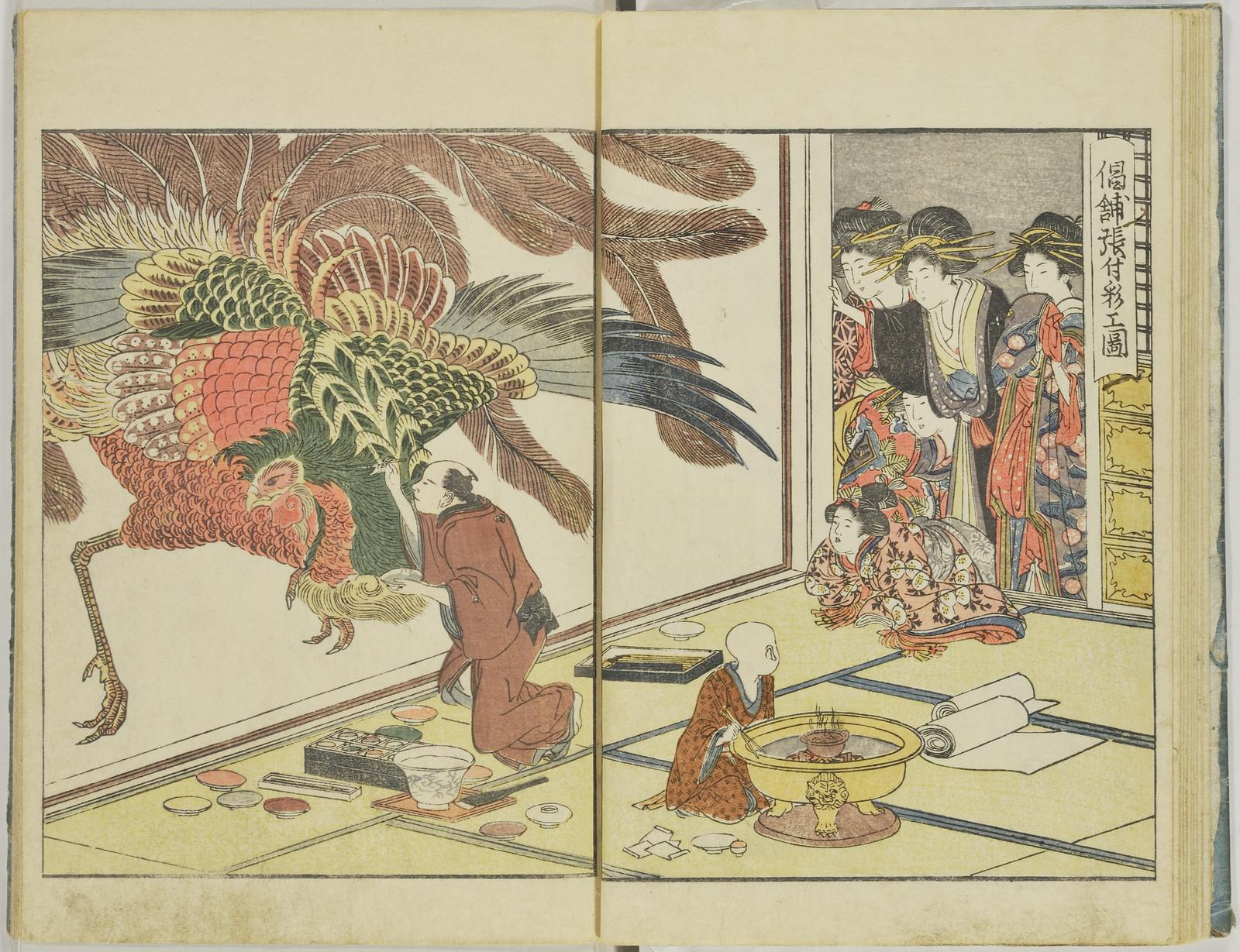